# Mary & George
Mary & George är en brittisk dramaserie vars första säsong hade premiär på Sky Atlantic den 5 mars 2024. Serien som består av sju avsnitt är skapad av D.C. Moore.

## Handling
Serien handlar om hertiginnan av Buckingham, som fostrade sin son för att förföra kung James I att bli hans älskare och därigenom bli mer inflytelserik än England någonsin har skådat.

## Rollista (i urval)
- Julianne Moore – Mary Villiers, grevinna av Buckingham
- Nicholas Galitzine – George Villiers
- Tony Curran – James I
- Laurie Davidson – Robert Carr
- Nicola Walker – Elizabeth Hatton
- Niamh Algar – Sandie
- Trine Dyrholm – Anna av Danmark
- Sean Gilder – Sir Thomas Compton
- Adrian Rawlins – Sir Edward Coke
- Mark O'Halloran – Sir Francis Bacon
- Simon Russell Beale – Sir George Villiers